# Original Remixes
Original Remixes es un álbum recopilatorio de la banda grunge Malfunkshun , muchas de estas canciones habían aparecido en Return To Olympus, del año 1995 , pero con la diferencia de que este aparecen en versión original , mientras que Original Remixes las canciones fueron remezcladas. Además contiene una canción inédita titulada "Banglesdesh Jam".

## Listados de temas
1. My Only Fan
2. Mr. Liberty (with Morals)
3. Winter Bites
4. I Wanna Be Yo' Daddy
5. Shotgun Weeding
6. Rocketshipchain
7. Jesabel Woman
8. Make Sweet Love
9. Wand Dang
10. Bangledesh Jam

- Datos: Q6052916